# Municipio de Girard (condado de Clearfield)
El municipio de Girard (en inglés: Girard Township) es un municipio ubicado en el condado de Clearfield en el estado estadounidense de Pensilvania. En el año 2000 tenía una población de 674 habitantes y una densidad poblacional de 4.1 personas por km².

## Geografía
El municipio de Girard se encuentra ubicado en las coordenadas 41°05′37″N 78°16′30″O / 41.09361, -78.27500.

## Demografía
Según la Oficina del Censo en 2000 los ingresos medios por hogar en la localidad eran de $29,500 y los ingresos medios por familia eran de $32,083. Los hombres tenían unos ingresos medios de $30,156 frente a los $16,985 para las mujeres. La renta per cápita de la localidad era de $15,142. Alrededor del 19,8% de la población estaba por debajo del umbral de pobreza.